# Annie Speirs
Annie Speirs (n. 14 iulie 1889, Liverpool, Anglia, Regatul Unit al Marii Britanii și Irlandei – d. 26 octombrie 1926, Liverpool, Anglia, Regatul Unit) a fost o înotătoare ce a reprezentat Regatul Unit al Marii Britanii și Irlandei, medaliată olimpică. A participat la o ediție a Jocurilor Olimpice (1912) în care a câștigat două medalii de aur.